# チェルニーヒウ州

チェルニーヒウ州
Чернігівська область

2022年ロシアのウクライナ侵攻後のチェルニーヒウ州の地域∶
占領されていないウクライナの領土
占領から解放されたウクライナの領土

チェルニーヒウ州 （チェルニーヒウしゅう、ウクライナ語: Чернігівська область）は、ウクライナ北部の州。州都はチェルニーヒウ。ロシア語名はチェルニゴフ州(ロシア語: Черниговская область)。

## 地理
| 母語話者（チェルニーヒウ州） 2001 | 母語話者（チェルニーヒウ州） 2001 | 母語話者（チェルニーヒウ州） 2001 | 母語話者（チェルニーヒウ州） 2001 | 母語話者（チェルニーヒウ州） 2001 |
| --------------------------------- | --------------------------------- | --------------------------------- | --------------------------------- | --------------------------------- |
|                                   |                                   |                                   |                                   |                                   |
| ウクライナ語                      | ウクライナ語                      |                                   | 89.0%                             | 89.0%                             |
| ロシア語                          | ロシア語                          |                                   | 10.3%                             | 10.3%                             |

州西部は、ドニエプル川のキエフ貯水池（en:Kiev Reservoir）とキエフ州に接し、東部はスムィ州、南部はポルタヴァ州と接する。州の北部は、ベラルーシのホメリ州、ロシアのブリャンスク州と接する。
チェルニーヒウ州は、北部と南部をデスナ川によって分断されている。デスナ川は、キエフのちょうど北でドニエプル川に合流する。
チェルニーヒウ州の北部はポリーシャ地方に含まれている。

## 歴史
チェルニーヒウ州は、1932年10月15日、ウクライナ・ソビエト社会主義共和国の州として創設された。
州都チェルニーヒウに人が定住したのは、考古学的証拠から2000年ほど前のことである。チェルニーヒウ州は非常に重要な歴史ある地方からなっており、チェルニーヒウ市とノヴホロド＝シヴェルスキィ市はキエフ・ルーシ時代から記録が残っている。チェルニーヒウ市は、ルーシ時代のウクライナで2番目に重要な都市であった。しばしば重要な地方の中心都市となってきた。この時代、チェルニーヒウのダニロという人物が、自身のエルサレムへの巡礼についてを書き残している。数多くの歴史的建造物は、モンゴル人のルーシ侵攻、リトアニア人とポーランド人による侵攻、ロシアによる侵攻、ナチス・ドイツ侵攻といった、絶え間ない侵略の歴史を目撃してきた。

## 主な都市
- チェルニーヒウ：州庁所在地。人口約29万人。
- イーチニャ　（Ічня)
- ニージン（Ніжин）
- プルィルークィ（en:Pryluky、Прилуки）
- コゼレーツィ　（Козелець)
- ノーウホロド＝シーヴェルシクィイ　（Новгород-Сіверський）
- ボルズナー　（Борзна)
- バーフマチ地区
  - バーフマチ
  - バトゥールィン：1669年から1708年までのコサック国家の首都。人口約3千人。

## 人口
2001年ウクライナ国勢調査によるデータ。
- 総人口：1,245,300人[1]
- 都市人口：727,200人（58%）；農村人口：518,100人（42%）[2]
- 性別人口：男性は565,500人（45%）；女性は679,700人（55%）[3]

| \| 民族構成[4] \| 民族構成[4] \| 民族構成[4] \| 民族構成[4] \| 民族構成[4] \| \| ------------ \| ------------ \| ----------- \| ------------------- \| ------------------- \| \| \| \| \| \| \| \| ウクライナ人 \| ウクライナ人 \| \| 1,155,400人 (93.5%) \| 1,155,400人 (93.5%) \| \| ロシア人 \| ロシア人 \| \| 62,200人 (5.0%) \| 62,200人 (5.0%) \| \| ベラルーシ人 \| ベラルーシ人 \| \| 7,100人 (0.6%) \| 7,100人 (0.6%) \| |              |  |                     |                     |
| 民族構成 |              |  |                     |                     |
| |              |  |                     |                     |
| ウクライナ人 | ウクライナ人 |  | 1,155,400人 (93.5%) | 1,155,400人 (93.5%) |
| ロシア人 | ロシア人     |  | 62,200人 (5.0%)     | 62,200人 (5.0%)     |
| ベラルーシ人 | ベラルーシ人 |  | 7,100人 (0.6%)      | 7,100人 (0.6%)      |

## 経済
チェルニーヒウ州経済は、石油と天然ガスの精製、輸送業、機械製造、タバコ産業、織物産業がほとんどを占めている。主要なタバコ工場はプリィルキにある。バーフマチとニジィンは、ロシアやベラルーシ、東欧諸国をつなぐ主要鉄道ジャンクション駅を持つ。チェルニーヒウは機械製造とエレクトロニクス産業で知られている。他にはチェルニーヒウシケ（Chernihivske）ブランドのビール醸造所もある。

## 信仰
チェルニーヒウ州内の宗教人口で圧倒的多数を占めるのは、正教会である。相当な数の無神論者もいる。その他少数ながら、ウクライナ東方カトリック教会、カトリック教会（初期ポーランド人植民者の子孫も含まれる）、近年改宗したプロテスタントもいる。州内には、歴史ある正教会の教会がたつ。